# 미앙궁

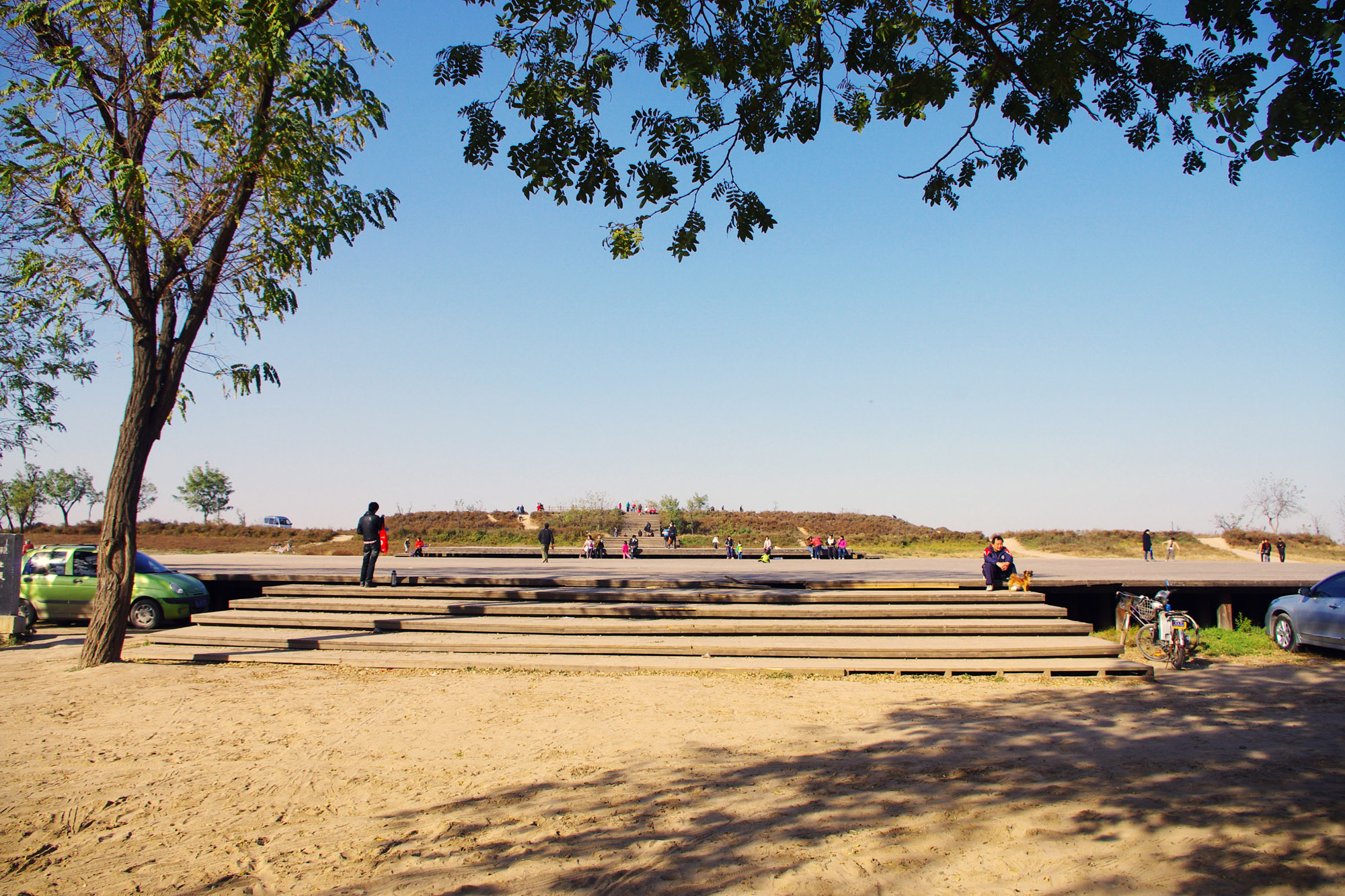
장안의 미앙궁 유적

미앙궁(未央宮)은 장안에 위치한 한나라의 황궁이다. 기원전 200년에 한 고조의 명령 하에, 당시의 재상이었던 소하가 지었다. 서한의 정치적 중심지와 황실 주거지로 쓰였으며, 서진의 황궁으로 쓰이기도 하였다. 후대에 이르러서는 남북조 시대에도 황궁으로 사용되었다.
미앙궁은 당나라 시대까지 보전되었으나, 나라가 어지러워지자 침략자들에 의해 전소되었다. 지구상에 있었던 가장 거대한 궁궐들 중 하나이며, 무려 1,200 에이커의 면적을 차지했다고 한다. 허나 전소 이후 현재는 빈 공터로 남아있고, 그저 그 유구만이 남아 있다.

## 이름
앙은 곁. 즉 한 켠의 뜻이다. 곁에 이르지 않으므로 그 끝이 없다는 것이다.

## 설명
미앙궁은 한나라 시절 장안의 서쪽에 있었고, 이 때문에 '서궁'이라고 불리기도 하였다. 마주보고 있던 동궁은 유방의 첫 궁궐로 진나라 이궁인 흥락궁을 보수한 장락궁이었다. 궁궐의 모습은 성벽에 둘러싸인 직사각형 모습이었으며, 길이는 동서 2,150m, 남북 2,250m이다. 각각의 벽들에는 모두 문이 하나씩 뚫려 있었으며, 장안으로 통하는 동쪽 문과 북쪽 문에는 성문을 지키는 탑들이 세워져 있었다.

## 같이 보기
- 전한 고제
- 소하